# 靈雀寺
靈雀寺位於四川省道孚縣，文物遺址年代判定為。2004年增補為第六批四川省文物保護單位。